# 日本ヘリウム
日本ヘリウム株式会社（NIPPON HELIUM INC.）は川崎市川崎区に本社を置くヘリウムメーカー。日本で初めてヘリウムの輸入・充填事業を手掛けた日本のヘリウム業界のパイオニア的企業、現在は産業ガス大手エア・ウォーターグループに属する。

## 事業の概要
1. ガスヘリウム及び液体ヘリウムの輸入・充填・販売
2. レアガス（キセノン、ネオン、クリプトン）の販売
3. 重水素及び酸素同位体などの安定同位体ガスの販売

## 沿革
- 1969年 - 大宝産業株式会社、三井物産株式会社が液体ヘリウムの輸入・小分け充填・国内販売を目的として設立。資本金3000万円。（出資比率　大宝産業60％、三井物産40％）
- 1974年 - 大同酸素株式会社（現：エア・ウォーター株式会社）が資本参加、資本金4500万円に増資。（出資比率　大宝産業50％、大同酸素25％、三井物産25％）
- 2017年 - 大宝産業株式会社が資本撤退。[3]